# Schalk
Der Ausdruck Schalk steht für jemanden, „der gerne mit anderen seinen Spaß treibt“. In seiner heutigen Bedeutung wird es als Synonym für Schelm oder Witzbold verwendet, gilt aber als „veraltend“.

## Etymologie
Das Wort Schalk für ‚hinterlistiger Mensch, Schelm, listiger Spaßvogel‘ entstammt dem Althochdeutschen scalc des 8. Jahrhunderts und stand für ‚Unfreier, Knecht, Sklave, Untertan‘ (vgl. auch Marschall). Daraus entwickelt sich im Mittelhochdeutschen die Bedeutung „arglistiger, böser, hinterhältiger Mensch“, welche sich im 18. Jahrhundert in ‚Spötter, Schelm, Spaßvogel‘ wandelte.
Die Herkunft von germanischem *skalka- ist nicht geklärt. Es gab Versuche, die Bezeichnung auf den Namen eines unterworfenen Volkes zurückzuführen, z. B. für megalithische Bewohner Norddeutschlands. Dies geschah unter der Annahme von der Bedeutung *kal- ‚Fels, Stein‘ (griech. chálix (χάλιξ) ‚kleiner Stein, Kies‘, lat. calx ‚Stein, Kalkstein‘), die zur Vermutung einer Bezeichnung für ‚Steinarbeiter‘ führte. Weitere Erklärungsversuche wurden von Feist und de Vries durch die Herleitung von spätlateinisch *scalcus, mittellateinisch scalcius ‚barfüßig‘, scalciatus ‚barhäuptig, geschoren‘ vorgenommen.

## Bedeutungswandel
Schalk, in seiner ursprünglichen Bedeutung Knecht oder Diener, war im Althochdeutschen besonders in Zusammensetzungen wie Seniscalc (ältester Diener, Seneschall) und Mariscalc (Aufseher über die Pferde, Marschall) gebräuchlich. Im Mittelhochdeutschen galt dieser Ausdruck – so Meyers Großes Konversations-Lexikon aus dem Jahre 1909 – einem Menschen von „knechtischer“ und boshafter Gesinnung, wie ihn auch Martin Luther gebrauchte. Johann Christoph Adelung definierte den Schalk unter anderem als: 

„eine Person, welche die Fertigkeit besitzet, andern bey einem unschuldig scheinenden Verhalten zu schaden; wo es von beyden Geschlechtern gebraucht wird, und ein so genanntes Mittelwort ist, welches so wohl einen groben arglistigen Betrieger bezeichnen kann, als auch eine Person, welche andere durch ein unschuldig scheinendes Betragen nur im Scherze zu hintergehen sucht. 1) Eigentlich. Die Propheten sind Schälke, Jer. 23, 11, Betrieger. Halte deine Feyertage, Juda – denn es wird der Schalk nicht mehr über dich kommen, er ist gar ausgerottet, Nahum. 2, 1. Es ist mancher scharfsinnig und ist doch ein Schalk, Sir. 19, 22. Der Schalk kann den Kopf hängen und ernst sehen, und ist doch eitel Betrug, V. 23.“

Auch Pierer's Universal-Lexikon von 1862 führte noch als weitere Bedeutungen an: 

„ein Mensch, welcher die Fertigkeit besitzt, unter dem Scheine eines unschuldigen Verhaltens Anderen zu schaden u., sei es aus Bosheit od. zum Scherz, mit Hülfe von heiterer Verstellung listige Streiche ausübt; daher in Zusammensetzungen u. veraltet so v.w. arglistig.“

Erst später erhielt der Begriff Schalk die heutige Bedeutung für einen Menschen, der ohne böse Absicht in launiger Verstellung listige Scherze macht. Goethe lässt in seiner Faustdichtung den Teufel als Schalk auftreten. Der Herr während des Prolog im Himmel: „Von allen Geistern, die verneinen, […] Ist mir der Schalk am wenigsten zur Last“. Als Schalksnarr wird die Figur des Till Eulenspiegel zum Ende des Mittelalters weltbekannt.
Die Redensarten „jemand hat den Schalk im Nacken“ und „jemandem sitzt der Schalk im Nacken“ weisen dem Genannten die Eigenschaft eines Schalks zu, bedeuten aber eigentlich „jemandem sitzt ein schalkhafter Dämon im Nacken“.